# Хан, Альберт
Альберт Хан (нем. Albert Hahn, в старых русских источниках Ган; 29 сентября 1828, Торн — 14 июля 1880, Линденау, ныне в составе Лейпцига) — немецкий музыкальный критик, теоретик и дирижёр.
По первой профессии артиллерийский офицер. С 1853 г. музыкальный критик берлинской газеты Berlinische Nachrichten von Staats- und gelehrten Sachen. Руководил хоровыми коллективами в Роттердаме и Билефельде. С 1872 г. жил и работал в Кёнигсберге, с 1876 г. редактор-издатель еженедельника Die Tonkunst («Музыка»), превращённого им в рупор борьбы за хроматическую реформу в музыкальной теории; в этом качестве Хан вместе со своими единомышленниками Мельхиором Заксом и Генрихом Винцентом стал адресатом резкой полемики со стороны Хуго Римана, назвавшего их в своей работе «Музыкальный синтаксис» «социал-демократами» (ярлык весьма неприятный и опасный в бисмарковской Германии). Хан также выступал, в связи с хроматической реформой, за изменения в фортепианной клавиатуре.
Жена — пианистка Берта Хан (урождённая Ленц; 1841—1874), ученица Теодора Куллака.